# Шереметьевское шоссе
Шереме́тьевское шоссе́ — автодорога (шоссе) на севере Москвы, в Молжаниновском районе Северного административного округа, и в Московской области, соединяющая аэропорт Шереметьево с Ленинградским шоссе. 
Шоссе названо в 1985 году по международному аэропорту Шереметьево. По шоссе частично проходят маршруты московских автобусов № 283, № 283к, № 817, № 851. Дорога относится к I технической категории, интенсивность движения здесь составляет свыше 20 000 автомобилей в сутки.

## Расположение
Шереметьевское шоссе начинается на 19-м километре Ленинградского шоссе и отходит от него на север, шоссе имеет развязку с «Невой», пересекает по мосту реку Клязьма, проходит под Шереметьевским путепроводом для самолётов, и далее разделяется, одна часть переходит в Авиационную улицу, а другая часть подходит к северной части аэропорта Шереметьево (терминалы C, B). После терминала B от шоссе отходит дорога (Лобненское шоссе) ведущая в Лобню и Старошереметьевское шоссе которое идёт вокруг аэропорта Шереметьево по часовой стрелке, справа от него терминал A, после поворачивает на восток, и далее на юг, и переходит в Международное шоссе.

## Транспортная ситуация
Загруженность автодороги довольна высокая. Шоссе используют не только посетители аэропорта, но и жители Лобни. В 2013 году, после начала реконструкции Международного шоссе, Шереметьевское шоссе стало альтернативным вариантом для подъезда к терминалам D, E и F. Для разгрузки Шереметьевского шоссе планируется строительство новой автотрассы, соединяющей Дмитровское и Ленинградское шоссе. С 10 мая по 31 июля (планировалось) 2017 года участок шоссе длиной 3,7 км стал односторонним в связи с проводимой реконструкцией автодороги. Позднее сроки реконструкции были продлены до конца августа. В рамках реконструкции шоссе стало иметь по две полосы для движения в каждом направлении (ранее — по одной), в виде разделительной линии были установлены высокие бетонные блоки, построены два надземных пешеходных перехода вместо наземных, оборудованы тротуары и прилегающие к шоссе парковки, перенесены и отменены несколько автобусных остановок. 25 сентября было запущено рабочее движение, но по состоянию на эту дату дополнительные работы продолжаются.
- Реконструкция шоссе. Недалеко от дома № 5 к. 1. Вид на восток. 11 августа 2017
- Реконструкция шоссе. Недалеко от дома № 5 к. 1. Вид на запад. 11 августа 2017

В конце апреля 2021 года в рамках программы регионального ремонта специалисты производственного комплекса «Лобненский» ГБУ МО «Мосавтодор» начали выполнять фрезерование покрытия Шереметьевского шоссе, на участке с 0 по 3,920 километр, общая площадь ремонта составит более 88 000 квадратных метров.